# Гауптман з Копеніка
Фрідріх Вільгельм Фойгт (нім. Friedrich Wilhelm Voigt) був шевцем зі Східної Пруссії. Став відомим як самозванець під іменем Гауптман з Копеніка (нім. Hauptmann von Köpenick) завдяки вражаючому захопленню ратуші міста Копенік поблизу Берліна 16-го жовтня 1906, під час якого він переодягнений як гауптман з загоном довірливих солдатів вторгся в ратушу, заарештував міського голову і пограбував міську касу.
Ця подія привернула до себе величезний інтерес, і увійшла до німецької мови як Копенікіада. До неї часто звертаються у мистецтві. Особливо відомою є п'єса Карла Цукмаєра Гауптман з Копеніка.

## Історичний Вільгельм Фойгт

### Передісторія

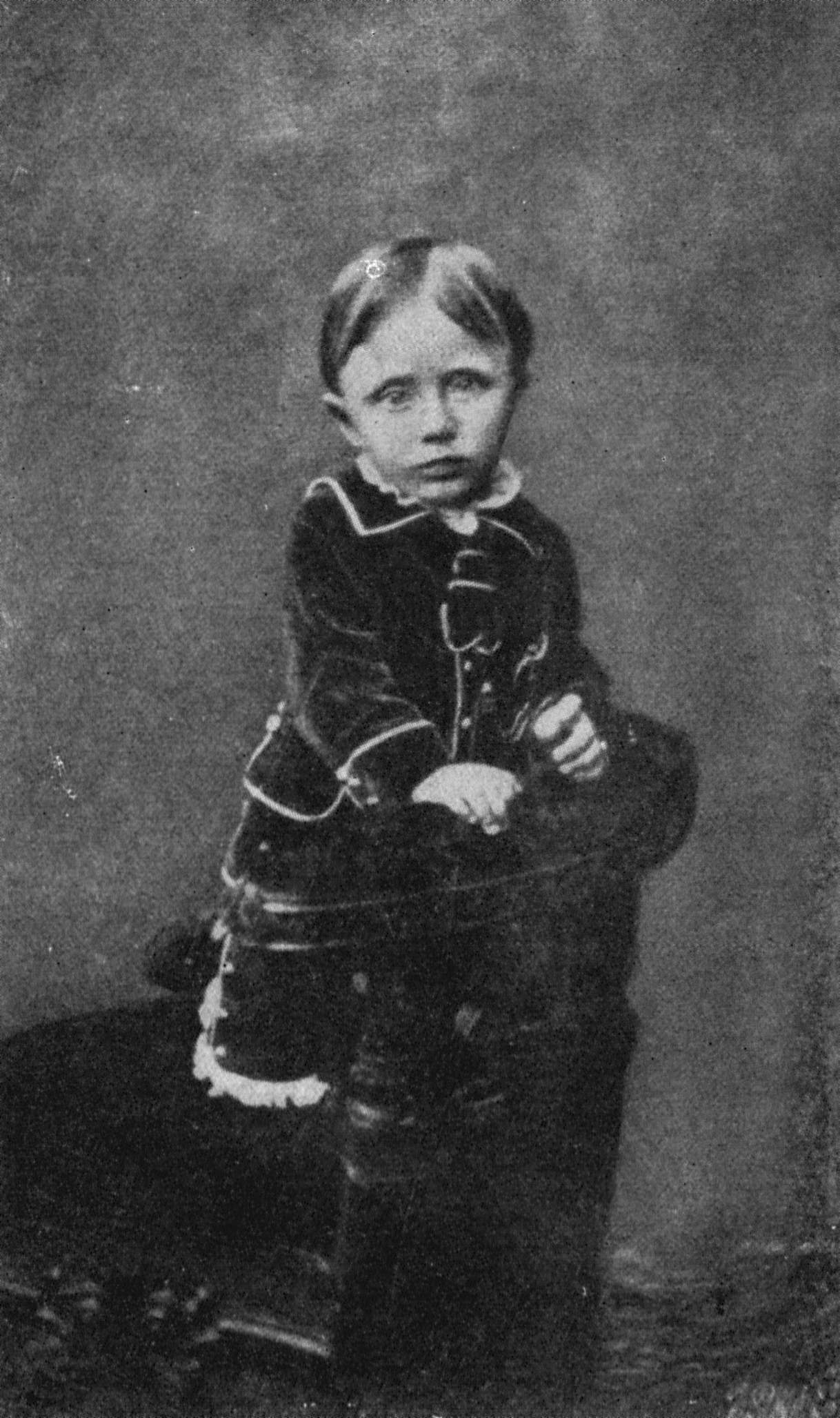
Вільгельм Фойгт в дитинстві

Вільгельм Фойгт народився 13 лютого 1849 в сім'ї шевця з Тільзіту. Вже в 14 років він був засуджений до 14 днів арешту за крадіжку. Його роки мандрів як підмайстра шевця пройшли через багато місць в Померанії і привели до Бранденбурга. Між 1864 і 1891 роками він провів багато років за ґратами, його чотири рази засуджували за крадіжку і двічі за підробку документів. Аж поки в 1890 він не спробував з допомогою лома пограбувати скарбницю суду у місті Вонгровіц в тодішній Пруській провінції Позен, за що отримав 15 років у в'язниці. Після звільнення на початку 1906 Фойгт переїхав до Вісмара, де тюремний капелан влаштував його на роботу підмайстра у придворного шевця Гільбрехта, в якій він себе добре проявив. Проте, через попередні судимості поліція заборонила йому в'їзд до великого герцогства Мекленбург-Шверін.
Потім він переїхав до Ріксдорфа під Берліном, де знайшов роботу на взуттєвій фабриці і поселився у своєї старшої сестри Берти і її чоловіка, який працював палітурником. 24 серпня 1906 Вільгельм Фойгт отримав також заборону на в'їзд до агломерації Берліна, яку він проігнорував і натомість зняв ліжко в незареєстрованому помешканні в Фрідріхсгайні поблизу Сілезького вокзалу. Спочатку він зберіг своє місце роботи, але через нелегальний статус мав мало перспектив для подальшого працевлаштування. Наприкінці вересня він розповів своєму роботодавцю і своїй партнерці, 50-тирічній працівниці фабрики що жила по сусідсву від сестри, про нібито отриманий ним спадок у Одесі, для отримання якого він повинен на деякий час поїхати. 6-го жовтня він останній раз з'явився на фабриці.

### Копенікіада
Для справи Фойгт зібрав з частин придбаних у різних торговців уніформу гауптмана пруського 1-шого гвардійського пішохідного полку. Одягнений таким чином,  16 жовтня 1906 опівдні під час зміни варти він зупинив біля тодішніх військових купалень в Пльотцензее на заході Берліна загін гвардіських фузилерів (так звані "хрущі", "нім. Maikäfer"), покликав додатково ще один загін вартових з полігону 4-того гвардіського полку і підпорядкував своєму командуванню загалом десять чи одинадцять чоловік посилаючись на не існуючий "найвищий наказ" кабінету.
Разом з ними він поїхав міською залізницею з станції Путліцштрасе до Копеніка, бо, як він пояснив солдатам, не було можливості "реквізувати автотранспорт". Під час зупинки у Руммельсбурзі він купив солдатам пива. За свідченнями єфрейтора Клапдора сам Войгт дозволив собі коньяк за 25 пфеннінгів. По прибуттю в Копенік, він видав кожному солдату одну марку і дозволив пообідати на вокзалі. Нарешті він сказав їм що він, "заарештує бюргермайстра і можливо інших панів".
Потім вони помарширували до ратуші тоді ще окремого міста. Фойгт і його загін зайняли будівлю, перекрили всі виходи і заборонили працівникам та відвідувачам будівлі "будь-який рух у коридорах". Тоді він "іменем Його Величності" "заарештував" оберштадтсекретаря Розенкранца та бюргермайстра Георга Ланґерганса, і наказав утримувати їх у кабінетах під вартою. Поліцейські і співробітники жандармерії перед ратушею потурбувалися про безперешкодний перебіг вдаваної військової операції, перекривши територію і стежачи за виконанням наказів Фойгта. Шефу місцевої поліції фальшивий гауптман дав на його прохання дозвіл вийти з кабінету і прийняти заздалегідь замовлену ванну у лазні ратуші.

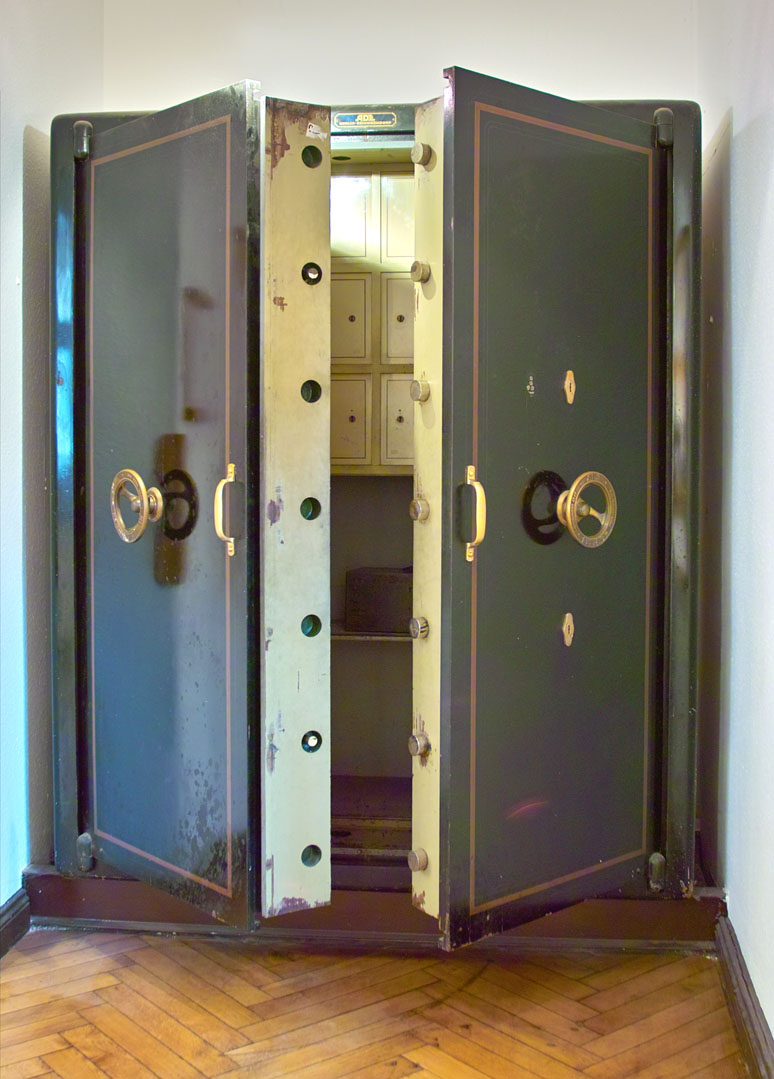
Історичний сейф в

Скарбнику фон Вілтбургу він доручив скласти виписку з рахунків, і пояснив що гроші скарбниці доведеться конфіскувати. Після того як гроші були перераховані, йому принесли мішки, в які він заповнив з допомогою скарбника, який тримав мішки, а потім їх опечатав. "Конфіскована" сума готівки складала 3557,45 марок (станом на 2024 рік приблизно 26 тисяч Євро), при цьому 1,67 марок не вистачало згідно з записами касової книги. Одна з квитанцій яку просив підписати скарбник Фойгт підписав прізвищем свого останнього начальника тюрми ("фон Мальцан") з додаванням „H.i.1.G.R.“ (нім. Hauptmann im 1. Garde-Regiment, гауптман першого гвардійського полку).
Нарешті, після того як фальшивий капітан отримав Чесне слово бюргермайстра і скарбника фон Вілтбурга не здійснювати спроб втечі, він наказав відвезти їх у винайнятих дрошках під військовою охороною гвардійського фузилера і шуцмана міської поліції до нової варти в Берліні. Згідно повідомлень преси, йому також вдалося заблокувати поштамт Копеніка для телефонних дзвінків до Берліна. Лише після від'їзду в'язнів деякі депутати міської ради змогли повідомити районну адміністрацію телеграфом.
Завершивши акцію, гауптман з Копеніка віддав своєму загонові наказ утримувати ратушу ще пів години. Сам він під поглядами зацікавленого натовпу повернувся на вокзал. У ресторані вокзалу, за повідомленнями газет, він дозволив "подати собі склянку світлого, яку спорожнив одним махом, і зник у наступному поїзді до Берліна. Невдовзі по тому, він придбав в торговця чоловічим одягом цивільний одяг і залишив більшу частину своєї уніформи на полі Темпельгоф, де той був знайдений перехожими. Після справи він мешкав в будинку Langen Straße 22, поблизу Сілезького вокзалу. Через десять днів його затримали під час сніданку, після того як його колишній співкамерник Калленберг, який знав про плани Фойгта, дав поліції наводку, очікуючи високу винагороду в 3000 марок. Фойгт був засуджений другим земельним судом Берліна до чотирьох років ув'язнення за „несанкціоноване носіння уніформи, порушення громадського порядку, незаконне позбавлення волі, шахрайство і фальсифікацію документів“.  Невдовзі помилуваний кайзером Вільгельмом II і 16 серпня 1908 звільниний з в'язниці Тегель.

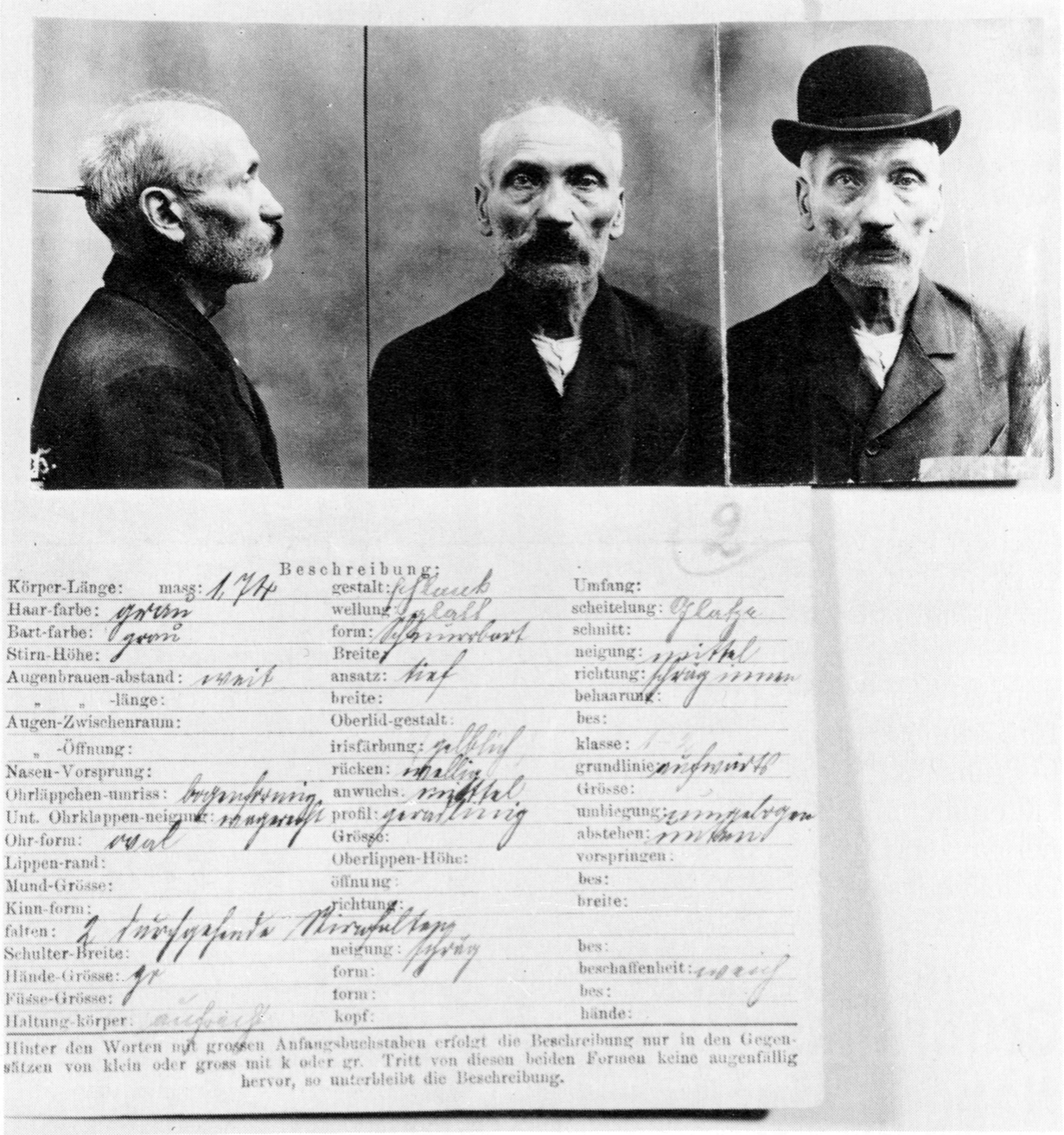
Особиста характеристика з тюремної справи

Про мотив злочину інують суперечливі твердження. Хоча сам Фойгт у суді, у своїй автобіографії та пізніших виступах постійно стверджував що він хотів лише "зберегти" гроші, а отримати закордонний паспорт, його біографі Вінфрід Льошбурґ припускає що насправді йшлося про два мільйони марок (станом на 2024 14,6 мільйонів Євро), які як він чув знаходилися в броньованому сейфі в ратуші Копеніка.
Паспорти видавалися не в ратуші а в адміністрації району Тельтов в Берліні. Враховуючи його ретельну підготовку перед злочином він повинен був би про це знати. На намір збагатитися також вказує те, що Фойгт під час захоплення ратуші не вчинив жодних дій які б вказували на пошук паспорта. Його діє були сплановані ще під час останнього ув'язнення, про що він навіть повідомляв своєму співкамернику Калленбергу, тоді як його нелегальний статус перебування, який він за своїми твердженнями мав намір припинини за допомогою підробленого паспорта, виник незадовго до вчинення злочину. Відповідно Королівський земельний суд (загалом "разюче доброзичливий") визнав твердження Фойгта про те що той спершу хотів лише отримати бланк паспорта як "повністю неправдоподібне".
Як пом'якшувальну обставину суд визнав те що "після відбуття останнього покарання доклав серйозних і, наскільки це залежало від нього, успішних зусиль щоб заробляти на життя чесно, і був на шляху до того аби стати корисним членом суспільства, але ці зусилля зірвалися не з його вини і він був знову змушений стати на шлях злочину". У зв'язку з цим суд також визнав, що злочин Фойгта був значною мірою спричинений його безвихідним становищем засудженого злочинця, який, згідно з тодішніми правилами поліцейського нагляду, не міг сподіватися на отримання безпечного статусу проживання.

## Зноски
1. ↑  Find a Grave — 1996.
2. 1 2  Filmportal.de — 2005.
3. ↑  Identifiants et Référentiels — ABES, 2011.
4. ↑  Сума 4000,70 Марок вказана в квитанції (замість 3557,45 марок) пояснюється згідно опису подій у судовому рішенні тим, що скарбник через недогляд включив відсоткові облігації міста Копенік на суму понад 443,25 марок, які Фойгт не взяв з собою.
5. ↑  Hans-Jürgen Mende und Kurt Wernicke (Hrsg.): Berliner Bezirkslexikon Friedrichshain-Kreuzberg. Haude & Spener, Berlin 2003, S. 384.
6. ↑  Rosenau, 2010, с. 294.
7. ↑  Rosenau, 2010, с. 287.